# William P. Bolton
William P. Bolton (ur. 2 lipca 1885, zm. 22 listopada 1964 w Baltimore, Maryland) – amerykański polityk związany z Partią Demokratyczną. W latach 1949–1951 przez jedną kadencję Kongresu Stanów Zjednoczonych był przedstawicielem drugiego okręgu wyborczego w stanie Maryland w Izbie Reprezentantów Stanów Zjednoczonych.